# Lod
Lod (hebreo: לוֹד; Grecolatino: Lydda, Diospolis; árabe: اللد, al-Ludd) es una ciudad del Distrito Central de Israel, localizada a 17,5 km al sureste de Tel Aviv. Según la Oficina Central de Estadísticas de Israel (CBS), a finales de 2010 la ciudad tenía una población de 70.400 habitantes.
En Lod se encuentran el Aeropuerto Internacional Ben Gurión y el mayor nudo ferroviario del país. La ciudad es conocida por albergar la tumba de San Jorge.

## Elementos identitarios

### Toponimia
El origen del nombre hebreo de Lod se remonta a épocas prebíblicas, ya que Lod aparece mencionada como una de las ciudades de Canaán en 1465 a. C. Según el Talmud (Meg. 1:3b–4a; tj, Meg. 1:1), la ciudad fue fortificada «en la época de Joshua, hijo de Nun», pero según la Biblia, la ciudad fue fundada por Semed, de la tribu de Benjamín, una de las Tribus de Israel.

Los hijos de Elpáal fueron Éber, Misam y Sémed, que edificó las ciudades de Onó y Lod, con sus aldeas;
1Cronicas 8:12; Esdras 2:33; Nehemias 7:37; Nehemias 11:35)

En el Nuevo Testamento aparece en su forma griega, Lida o Lydda.

### Símbolos

Escudo de Lod. Al pie "Regresaron los hijos a sus fronteras."

El escudo de armas oficial, que fue diseñado por el ingeniero Wolf Pevzner, contiene una serie de motivos simbólicos. Un antiguo gran portón de la ciudad indica la larga historia de Lod. El campo arado simboliza la agricultura, con sus circundantes tierras fértiles. En el fondo, un gran árbol sicomoro, característico de la región. A ambos lados dos ramas de olivo, representando a los numerosos campos de olivos, que en el pasado eran un elemento importante de la economía local. Al pie del escudo, está escrito un versículo de la Biblia, que proviene del Libro de Jeremías y simboliza la apertura a la absorción de los nuevos inmigrantes.

Los hijos regresaron a sus fronteras.

La ciudad no tiene una bandera oficial. Si es necesario, se utiliza una bandera naranja con el escudo de armas de la ciudad.

## Geografía física

### Localización
La ciudad está situada en la llanura de Sharon, a unos 14 kilómetros del mar Mediterráneo. Forma junto con Ramla una aglomeración urbana estrechamente asociada con el área metropolitana del Gush Dan. Al este de la ciudad corre el río Ayalon.
En sus inmediaciones se encuentra la ciudad de Ramla, los moshavim Nir Tzvi, Ahi'ezer, Zeitan, Kfar Truman, Ginaton, Ben Shemen y Achisamach y el poblado de Kfar Chabad, el parque industrial de Nir Tzvi y áreas del Aeropuerto Internacional Ben Gurión.

## Historia

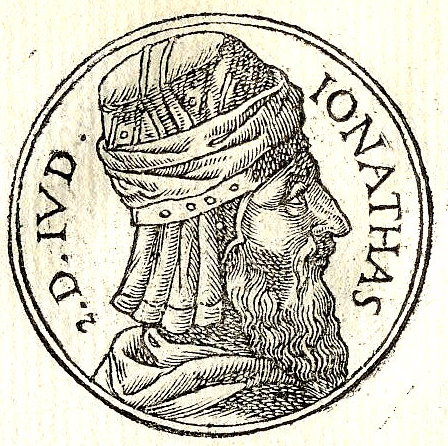
Jonatán Macabeo, lideró la Revuelta de los Macabeos para la reconquista de la ciudad judía de Lod.

### Período cananeo
Se considera que la ciudad fue fundada en el V milenio antes de Cristo. Fue una ciudad cananea y su nombre aparece registrado en el siglo XV a. C., en una lista de ciudades de Canaán que fue establecida durante el reinado del faraón Tutmosis III (1479-1425 a. C.).

### Período Judío

#### Época del Segundo Templo
La ciudad es mencionada varias veces en la Biblia. De acuerdo con el Libro de Esdras (2:33), sus habitantes fueron deportados a Babilonia después de la destrucción del Primer Templo de Jerusalén por Nabucodonosor II en el 586 a. C.. En el 537 a. C. sus habitantes regresaron tras el cautiverio de Babilonia. En el período persa, la ciudad de Lod fue anexada a Samaria. Aún después de la conquista de la región por Alejandro Magno en 333 a. C., Lod continuó permaneciendo en Samaria.
Durante la Revuelta de los Macabeos, que estalló cerca de la ciudad de Modi'ín, la ciudad que estaba en manos de los griegos fue recuperada por Jonatán Macabeo y anexada a Judea. Esta anexión fue entonces confirmada por los gobernantes seléucidas Alejandro Balas y Demetrio II Nicátor. Lod es mencionado en los mensajes enviados por Demetrio I Sóter y Demetrio II a Jonatán Macabeo. A lo largo del período asmoneo Lod fue una próspera ciudad establecida en la llanura central, en el que Jonatán Macabeo y su hermano Simón Macabeo ampliaron el área bajo control judío, que incluyó la reconquista de la ciudad.

#### Conquista romana
Desde el siglo V a. C. hasta la conquista de los Imperio romano en el año 70, Lod fue una ciudad judía, y un reconocido centro de estudios talmudicos.
En el 43 a. C., Casio, gobernador de la provincia romana de Siria, vendió a los habitantes judíos de Lod a la esclavitud. Al comienzo de la Gran Revuelta Judía (66-73), el procónsul romano de Siria, Cayo Cestio Galo, arrasó la ciudad en su camino a la ciudad judía de Jerusalén en el año 66. Pasa a través de Lod, encontrando a la ciudad vacía, ya que sus habitantes habían realizado una peregrinación a Jerusalén para la festejar la fiesta de Sucot e incendia la ciudad. Posteriormente Lod es tomada por el emperador Vespasiano durante su campaña militar a Judea en el año 68.
Durante la guerra de Kitos, 115-117, el ejército romano sitió Lod, entonces renombrada como Lida, donde los judíos se revelaron uniéndose bajo el liderazgo de Julián y de Pappus. La angustia fue tan grande que el patriarca Raban Gamaliel II, que también estaba encerrado allí y murió poco después, permitió el ayuno incluso en Jánuca. Otros rabinos condenaron esta medida. Lod fue posteriormente tomado y muchos de los judíos que allí vivían fueron ejecutados. Los "Caídos de Lod" se mencionan en pasajes del Talmud.

### Período romano

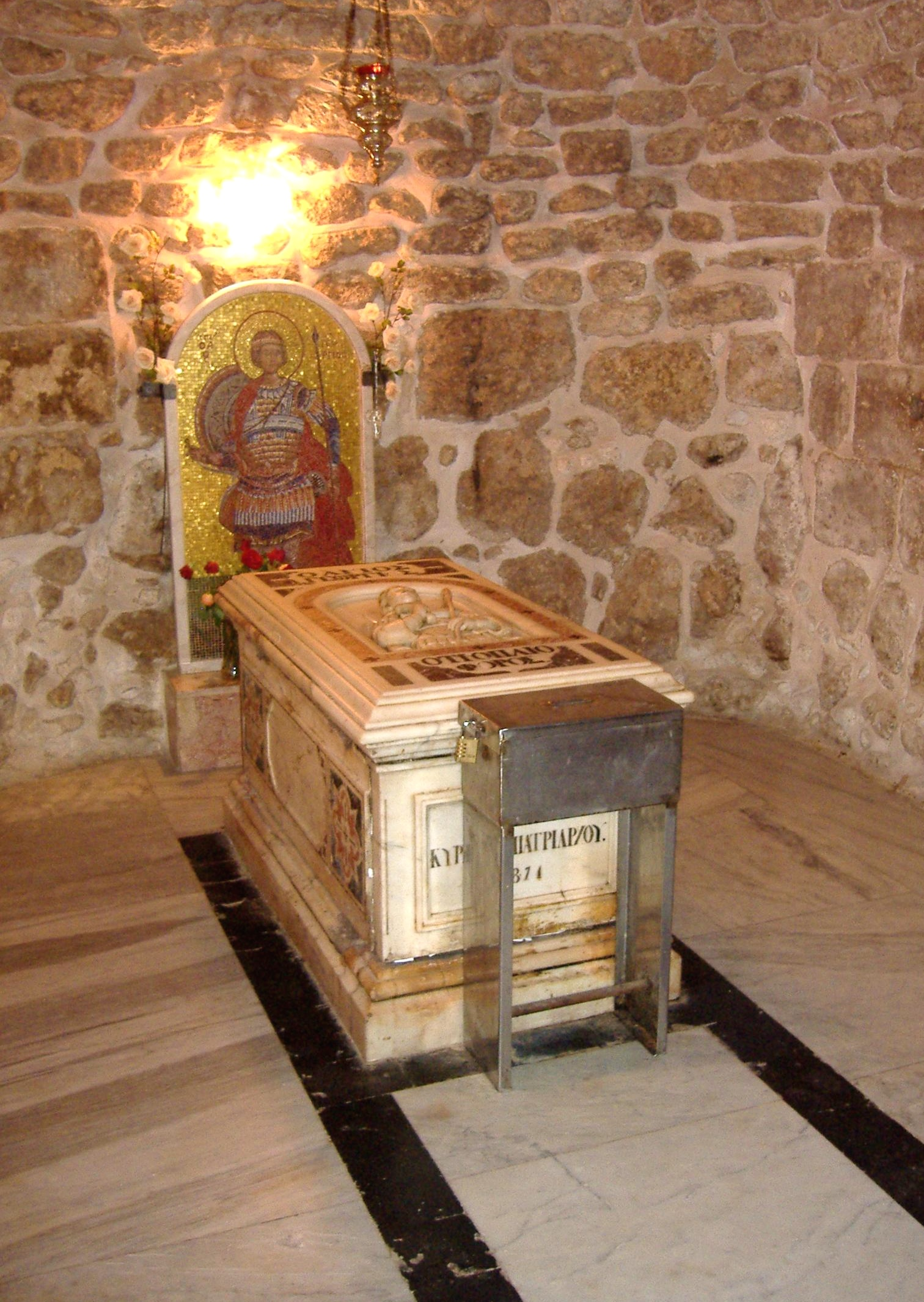
Tumba de San Jorge.

En el año 200 el emperador Septimio Severo elevó la ciudad a la categoría de ciudad, rebautizándola "Colonia Santa Severa Septimia Diospolis". El nombre Diospolis ("Ciudad de los dioses") pudo haber sido otorgado previamente, posiblemente por Adriano. En ese momento la mayoría de sus habitantes era cristiano. En 415 se celebró el Sínodo de Diospolis para tratar acerca de Pelagio acusado de herejía , y que fue finalmente absuelto. En el siglo VI la ciudad pasó a llamarse Georgiopolis. Allí fue enterrado San Jorge (275?-303) —venerado como San Jorge y patrón de Inglaterra—, un soldado de la guardia del emperador Diocleciano nativo de Lydda.

### Período otomano
El misionario William M. Thomson visitó Lod a mediados del siglo XIX, y la describió como «un pueblo floreciente de unos 2.000 habitantes alojado entre nobles huertos de olivos, higueras, granados, moreras, sicomoros y otros árboles, y envuelto cada día en un fértil vecindario. Con toda evidencia los habitantes son laboriosos y prósperos, y toda la región de aquí a Ramleh se está llenando rápidamente con sus huertos florecientes. Raras veces he presenciado una escena rural más deliciosa que ésta en la temprana cosecha. (...) Hay que verlo, oírlo y disfrutarlo para apreciarlo.»
En 1870, bajo el gobierno del imperio otomano, se edificó la iglesia de San Jorge. En 1892, en Lod se construyó la primera estación de ferrocarril de la región. En la secunda mitad del siglo XIX, unos negociantes judíos se establecieron en el pueblo, pero se marcharon tras los disturbios de Jaffa de 1921.

### Mandato británico de Palestina

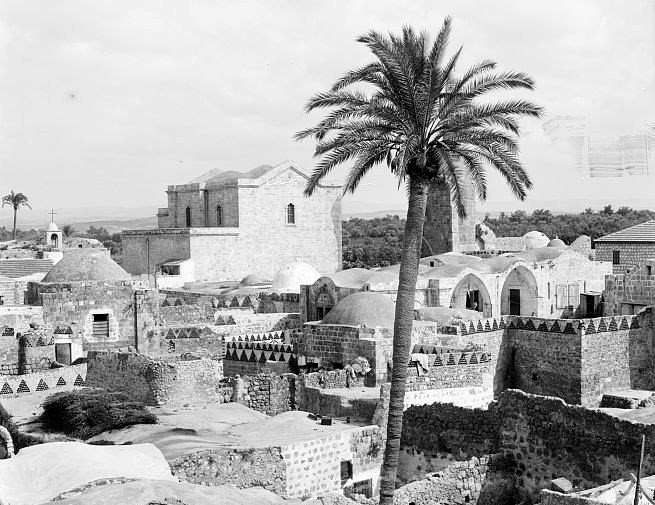
Lod en 1920.

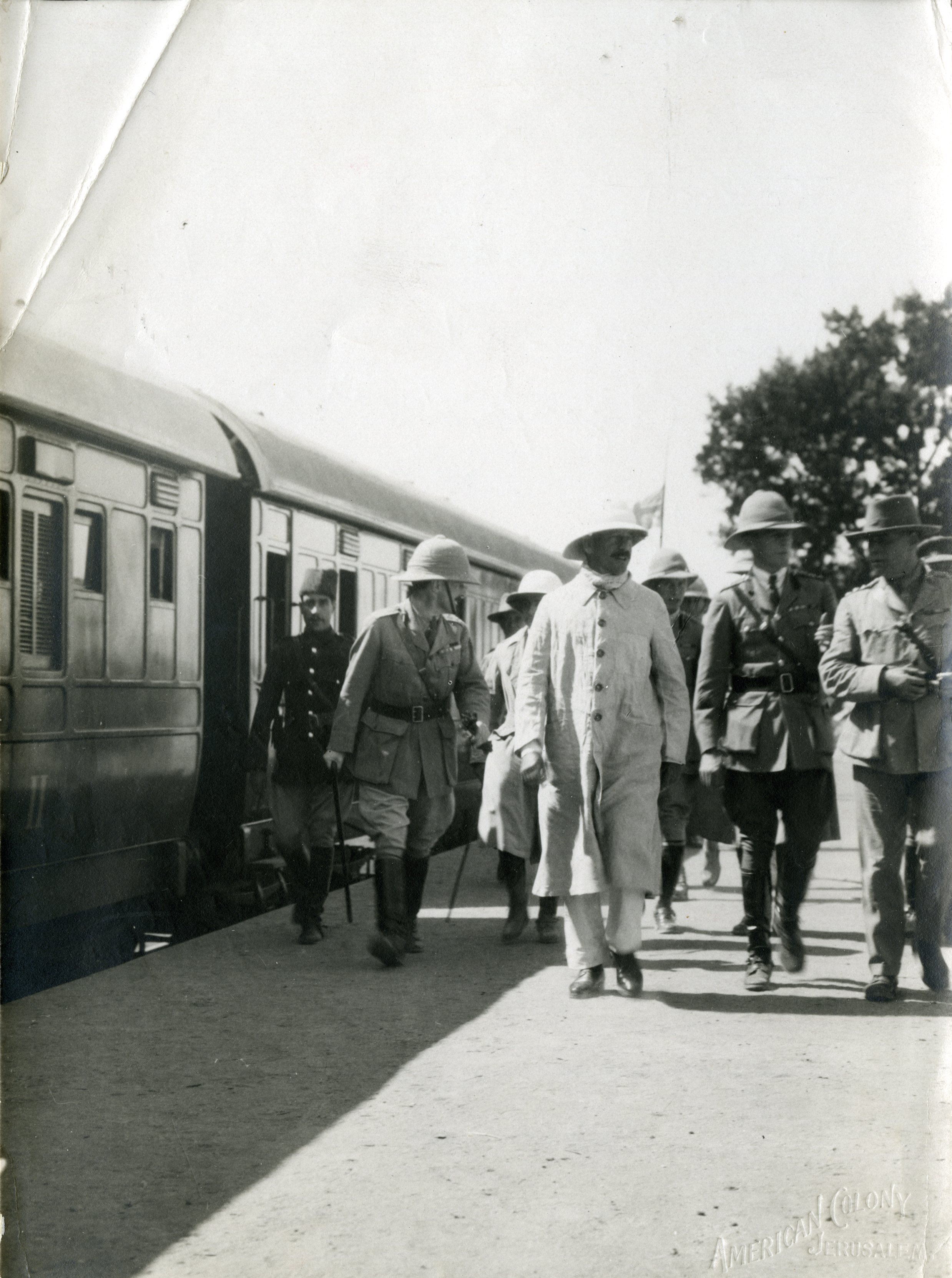
Herbert Samuel en la estación de ferrocarril de Lod.

A partir de 1918, Lod estuvo gobernada por el Mandato Británico de Palestina, en aplicación del decreto de la Liga de las Naciones aprobado al finalizar la Primera Guerra Mundial. Durante la Segunda Guerra Mundial, los británicos establecieron bases de suministros en Lod y sus alrededores así como en la estación de ferrocarril, y se construyó un aeropuerto (que fue renombrado aeropuerto Ben-Gurión después de la creación de Israel).

### Guerra árabe-israelí de 1948
Hasta 1948, Lod fue una ciudad árabe con una población de alrededor de 20.000 habitantes; 18.500 musulmanes y 1.500 cristianos. En 1947, las Naciones Unidas propusieron dividir Palestina en dos Estados, uno judío y otro árabe; Lod iba a formar parte del Estado árabe. Nada más crearse Israel, los Estados árabes lanzaron una ofensiva contra el joven Estado y, en la guerra consiguiente, Israel capturó ciudades y pueblos situados fuera del área que la ONU le había asignado, incluidas Lod y la vecina Ramla.
Las fuerzas armadas israelíes entraron en Lod el 11 de julio de 1948. Al día siguiente, con la impresión de que les estaban atacando, el tercer batallón recibió órdenes de disparar a cualquier persona que «vieran en las calles». Según fuentes israelíes, 250 árabes (hombres, mujeres y niños) fueron asesinados. Otras fuentes apuntan a un número más alto de víctimas: el historiador palestino Aref al Aref estima que fueron 400 muertos, y Nimr al Khatib 1700. El historiador israelí Benny Morris sugiere que unos 450 palestinos y 9 o 10 soldados israelíes murieron en la toma de la ciudad.
En el año 1948, la población se incrementó hasta alcanzar 50.000 personas por la afluencia de árabes que huían de otras regiones en búsqueda de refugio en Lod. Casi todos —menos entre 700 y 1.056 personas— fueron expulsados por orden de Isaac Rabin, quien firmó y envió una orden de expulsión a las tropas israelíes que decía: "1. Los habitantes de Lod deben ser expulsados rápidamente sin distinción de edad". Decenas de miles de civiles fueron obligados a recorrer 17 km hasta las líneas de la Legión Árabe, en uno de los días más calurosos del año. Muchos murieron de deshidratación y de agotamiento; las cifras varían desde unos pocos hasta 500 personas. Los pocos centenares de árabes que permanecieron en la ciudad fueron rápidamente superados en número por los exiliados judíos, sobre todo de origen sefardíes y mizrahíes expulsados o perseguidos por pogromos, procedentes de los países árabes e islámicos tras la guerra árabe-israelí, por lo que Lod se convirtió en una ciudad predominantemente judía. Numerosos historiadores, tanto israelíes como palestinos y extranjeros, se refieren a la expulsión de la población civil palestina de Lod como una "limpieza étnica". El historiador israelí Benny Morris habla de una "limpieza étnica parcial", mientras que los historiadores Daniel Blatman, Ehud Ein-Gil e Ilan Pappé certifican dicha limpieza étnica.

### De la creación del Estado de Israel hasta elsigloXXI

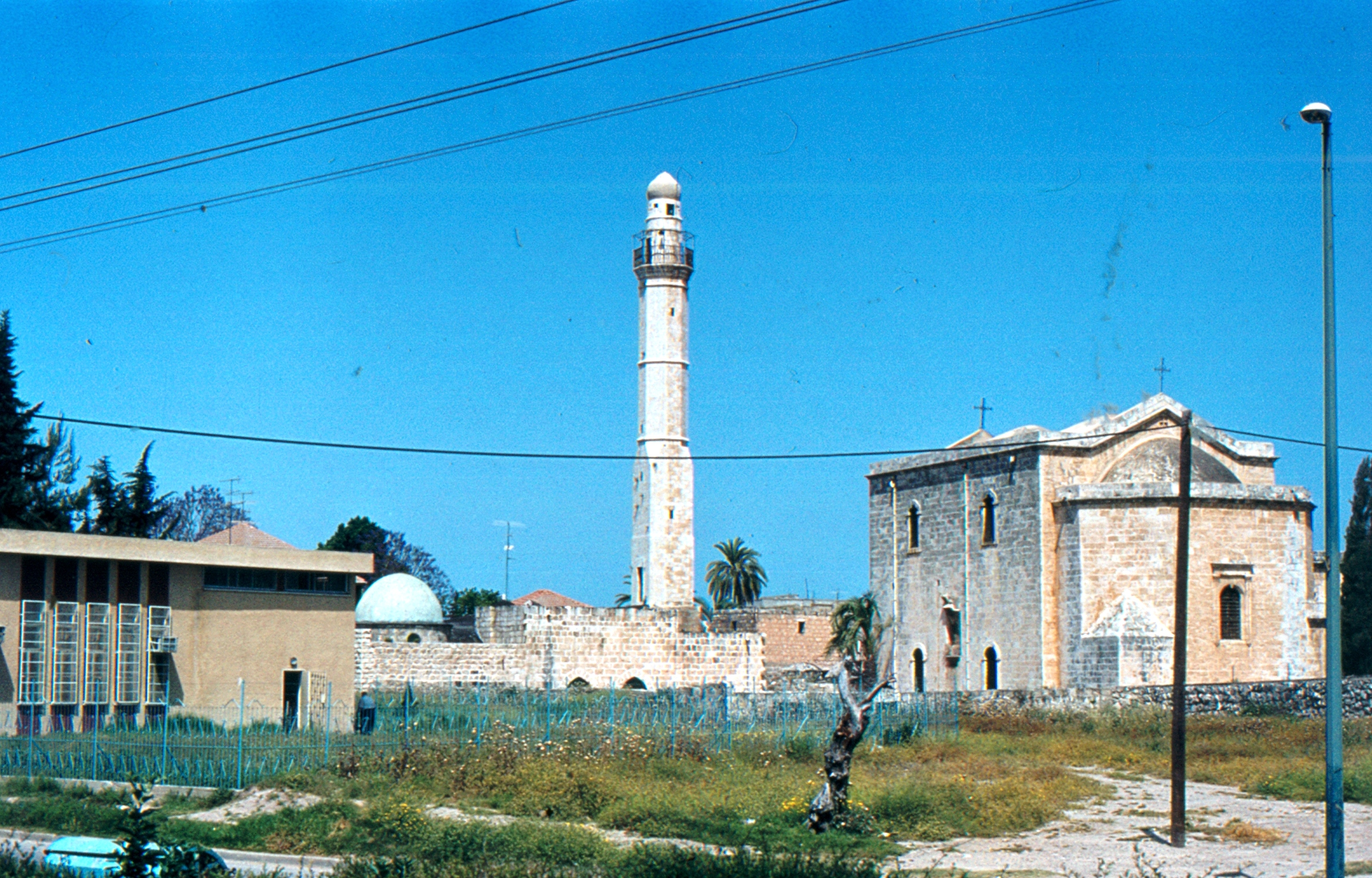
Sinagoga, mezquita e iglesia en el centro de Lod

Los nuevos inmigrantes judíos llegaron en varias olas: primero de Marruecos y Túnez, más tarde de Etiopía y de la Unión Soviética. A diferencia de otras ciudades como Jerusalén o Jaffa donde se les alojó en las casas árabes abandonadas, en Lod (renombrada con su nombre original después de 2000 años) el primer alcalde israelí decidió destruir la ciudad vieja, por lo que actualmente solo queda un 20% de ella. En los años 1950, los árabes que habían trabajado en el ferrocarril antes de la creación del Estado de Israel fueron autorizados a volver.
A principios de la década de 1980 grupos de beduinos del Néguev empezaron a emigrar a Lod, atraídos por los amplios pastos que se extienden a ambos lados de la ciudad. Se instalaron primero en tiendas, y poco a poco edificaron casas hasta crear una barriada habitada por 20.000 personas.
A principios del siglo XXI, la fundación de las cercanas ciudades de Modi'ín y Shoham atrajo a buena parte de la clase media de Lod, convirtiendo a ésta en uno de los municipios más pobres de Israel. El municipio padece un alto déficit financiero, y el ministerio de Interior tuvo que deponer al alcalde y nombrar a otro en dos ocasiones, debido a problemas de corrupción e incompetencia.
En 2010, se construyó un muro de tres metros de altura para separar los barrios judíos de los árabes. Se impusieron limitaciones al crecimiento de las barriadas árabes mientras el gobierno israelí incentivaba la construcción en áreas judías. Algunos servicios municipales como el alumbrado de las calles y la recogida de basura solo se suministran en las zonas judías.
Lod aún sigue inspirando las obras de artistas y pensadores israelíes, como la exposición en 2009 del fotógrafo y vídeo artista Dor Guez, Georgiopolis, en el museo de arte de Petaj Tikva.

## Demografía
El municipio de Lod cuenta con 70.400 habitantes según datos de la Oficina Central de Estadísticas de Israel de 2010, de las cuales 24.358 son varones lo cual representan un 34,60% y 25.203 son mujeres que a su vez representan un 35,80%. Un 33% de la población son olim, o nuevos inmigrantes judíos. 
| 8103       | 11 250 | 16 780 | 18 250 | 1100 | 17 200 | 19 000 | 30 600 | 40 400 | 52 300 | 60 600 | 66 800 | 67 400 | 70 400 |
| (Fuente: ) |        |        |        |      |        |        |        |        |        |        |        |        |        |

### Comunidades religiosas y étnicas
| Composición religiosa de Lod | Composición religiosa de Lod | Composición religiosa de Lod | Composición religiosa de Lod | Composición religiosa de Lod |
| ---------------------------- | ---------------------------- | ---------------------------- | ---------------------------- | ---------------------------- |
| Religión                     | Religión                     |                              | Porcentaje                   | Porcentaje                   |
| Judaísmo                     | Judaísmo                     |                              | 65.6 %                       | 65.6 %                       |
| Cristianismo                 | Cristianismo                 |                              | 8.4 %                        | 8.4 %                        |
| Musulmán                     | Musulmán                     |                              | 26.0 %                       | 26.0 %                       |

Según datos de la Oficina Central de Estadísticas de Israel, en 2010 la ciudad tenía 70.400 habitantes, de los cuales 65,6% eran judíos, el 27,1% árabes (musulmanes 26% y cristianos 1,2%), y 8,4% cristianos. A medida que los residentes judíos envejecen y los jóvenes emigran de la ciudad, la proporción de cristianos y musulmanes aumenta. Lod es una de las llamadas «ciudades mixtas» de Israel, que son ciudades con una mayoría de habitantes judíos y con una importante minoría árabe y considerada como un modelo de convivencia entre árabes y judíos en Israel[cita requerida] según algunas fuentes, y según otras es una ciudad dividida donde los árabes se sienten como ciudadanos de segunda categoría y viven en guetos desprovistos de infraestructuras adecuadas y con una alta tasa de delincuencia.

#### Población árabe
El porcentaje de árabes en 2001 era del 19,7%, a finales de 2004 el 22,0% y en 2010 el 27,1%; mientras que la población joven (menores de 15) es cercana al 50%.
Los habitantes árabes de Lod están divididos en cuatro grupos:
Antiguos habitantes árabes de Lod.
Hay dos grupos de árabes que permanecieron en la ciudad tras la Guerra de Independencia de Israel. Un primer grupo, de unos mil árabes, es cristiano. Teniendo en cuenta el hecho de que en 1922 vivían unos 920 árabes cristianos, se puede decir que hubo un aumento de la población. El segundo grupo, que cuenta con cerca de seis mil personas, son árabes musulmanes. Estos dos grupos, son de nivel socioeconómico relativamente alto en relación con el resto de la población árabe de Lod, y viven principalmente en los barrios identificados como judíos. Los hijos de estos dos grupos árabes de la ciudad, estudian en las escuelas privadas de Ramle o de Yafo o en las escuelas judías de la ciudad.
Beduinos
Este tercer grupo es la población beduina de la ciudad comenzó a afincarse en la ciudad finales de los setenta, a raíz de los Acuerdos de Camp David. Este es probablemente el grupo más numeroso entre los árabes de Lod. Los beduinos viven principalmente en Rakevet y en Pardes Snir, dos barrios caracterizados por sus construcciones ilegales.

#### Colaboracionistas
El cuarto grupo de la población de Lod está conformada por los colaboracionistas (en hebreo: משתפי הפעולה‎)
llegados a la ciudad desde principios de los noventa. Durante los años de la intifada, el Lod árabe añadió varios cientos de familias de colaboracionistas, quienes encontraron dificultades para adaptarse socialmente entre el resto de los ciudadanos árabes israelíes.
Entre estos grupos hay tensión y enemistad -no realizan matrimonios entre sí y los niños de estas familias no estudian ni con los niños beduinos ni con los hijos de los colaboracionistas-, y los antiguos habitantes árabes de Lod (aquellos de los grupos I y II), tienden a culpar a los beduinos y a los colaboracionistas de los problemas de la ciudad. 
Debido a la falta de cohesión de la población árabe de Lod, la resistencia a la inserción de los colaboracionistas fue menos intensa que en otros lugares del país. Los colaboracionistas se instalaron en un principio en el barrio al-Warda, ubicado detrás del barrio Rakevet, donde están protegidos con alambre de púas y otras medidas de seguridad por temor a la venganza, ya que muchos colaboracionistas fueron asesinados por su propio pueblo al ser descubiertos.
Hoy en día, algunos de los colaboracionistas comenzaron a asimilarse con el resto de la población árabe, trasladándose a vivir también en los barrios Ramat Eshkol y Neve Sharett.

#### Inmigrantes de la ex Unión Soviética
En lo años '90 se afincaron en Lod 15.000 inmigrantes de la ex Unión Soviética, y constituyen aproximadamente el 23% de los residentes de la ciudad. La mayoría de ellos viven en el barrio Ganei Aviv. Muchos de estos nuevos inmigrantes con el tiempo decidieron abandonar la ciudad, tras la decepción por la baja calidad de vida en la metrópoli.

## Política

### Gobierno municipal

#### Política social
En 2003, un informe del gobierno israelí reflejó los problemas sociales y demográficos de Lod. El informe recogía una alta tasa de drogadicción y de delincuencia, un alto número de pobres y de casos sociales (cerca de 10% de la población), hacinamiento e infraviviendas entre la población árabe de la ciudad.
La ciudad vieja de Lod sigue abandonada y desatendida, y se han construido nuevos barrios residenciales satélites como Ganei Aviv y Ganei Ya'ar, en un intento de mejorar la imagen degradada de la ciudad atrayendo una población más acomodada, pero con poco éxito. Para cumplir con este mismo objetivo el ayuntamiento de Lod, con la ayuda del ministerio del Interior y del ministerio de la Vivienda y de la Construcción, ha lanzado en 2010 nuevos proyectos de construcción en áreas agrícolas fuera del término municipal. Apoyado por otros ministerios, el ayuntamiento está implementando programas culturales, de ayuda social, de regeneración de la ciudad vieja y de control de las construcciones ilegales, así como de mejora de la seguridad ciudadana.
En 2008 el barrio beduino de Lod, no reconocido por el ayuntamiento, seguía sin alcantarillado, ni agua corriente, ni servicios de recogida de basura.

## Servicios públicos

### Educación
De acuerdo a la Oficina Central de Estadísticas de Israel (CBS), hay 40 escuelas y con 13.074 alumnos en la ciudad. Ellos están distribuidos en 27 escuelas primarias con 8.939 alumnos, y 18 escuelas secundarias con 4.135 alumnos. El 37,5% de los alumnos con 12 años de estudio tuvo derecho a un certificado de matriculación en el 2010.

## Economía

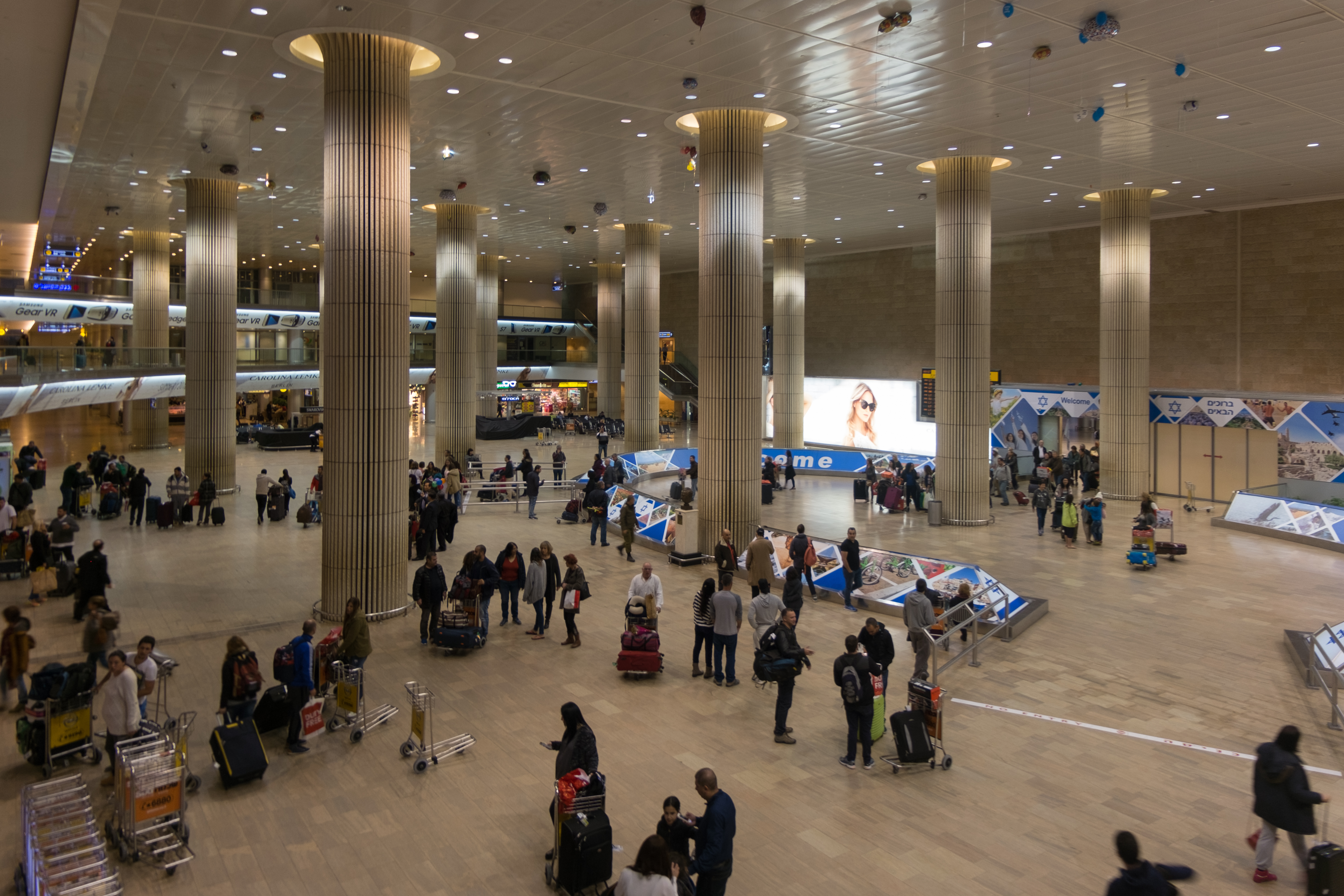
Hall de recepción del Aeropuerto Internacional Ben Gurión

### Empleo
De acuerdo a la Oficina de Estadísticas para el año 2000, Lod contaba con 23.032 empleados y 1.405 trabajadores autónomos. Los empleados recibían un salario promedio de 4.754 NIS. Mientras que los hombres ganaban un promedio de 5.821 NIS, las mujeres ganaban un promedio de 3.547 NIS; en tanto que el ingreso promedio de los autónomos ascendía a 4.991 NIS; 1.275 personas cobraban subsidio de desempleo y 7.145 percibían ayudas.

### Infraestructuras y equipamientos con impacto económico
El Aeropuerto Internacional Ben Gurión y sus industrias derivadas constituyen la mayor fuente de empleo para los residentes de Lod. El Centro de Absorción de la Agencia Judía para Israel, principal organismo encargado de la integración de los olim llegados a Israel, se encuentra en Lod.

## Patrimonio

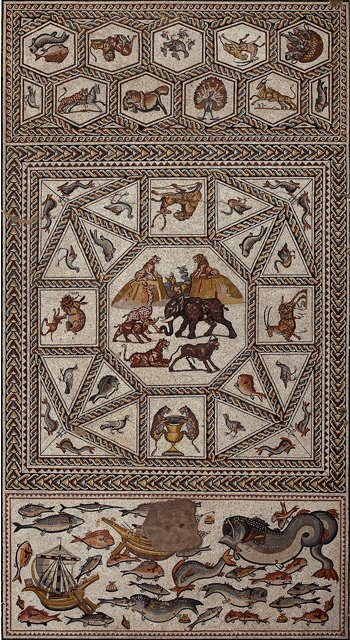
Mosaico de Lod. Israel Antiquities Authority.

### Arqueología
El Programa de Arqueología de la Comunidad de Lod, que opera en diez escuelas de Lod, cinco de alumnos judíos y cinco de árabes israelíes, combina estudios arqueológicos con la participación en las excavaciones en Lod.

#### Mosaico de Lod
El mosaico romano de Lod, que data de la época romana, fue descubierto en 1996 durante la ampliación de la calle Hejalutz, en el sector oriental de la ciudad. Fue entonces que una excavación de rescate, a cargo de la arqueóloga Miriam Avissar, fue inmediatamente realizada por la Autoridad de Antigüedades de Israel y la Municipalidad de Lod. De calidad excepcional y en excelente estado de conservación, se cree que por sus dimensiones (9m x 17m), el mosaico de Lod perteneció a una gran y bien equipada casa romana que data de alrededor de fines del siglo III o principios de siglo IV.
Tras el descubierto, las autoridades lo exhibieron al público durante un fin de semana, en el que unas 30.000 personas viajaron a Lod para verlo. Posteriormente, el mosaico fue nuevamente cubierto con tierra para preservarlo, hasta conseguir los fondos necesarios para la conservación y desarrollo del sitio. Finalmente la Fundación Leon Levy y Shelby White, Chairman de The Friends of the Israel Antiquities Authority (Amigos de la Autoridad de Antigüedades de Israel) proporcionó los fondos necesarios para conservar el mosaico y establecer el Shelby White and Leon Levy Lod Mosaic Archaeological Center en el lugar. El mosaico es ahora parte del Lod Mosaic Archaeological Center.

## Deporte

### Entidades deportivas
El más importante club de fútbol de la ciudad, Hapoel Bnei Lod, juega en la Liga Leumit, y en el Lod Municipal Stadium es donde recibe a sus rivales. El club se formó por la fusión del Bnei Lod Lod y el Rakevet en 1980. Otros dos clubes de la ciudad juegan en las ligas regionales: Hapoel MS Ortodoxim Lod en la Liga Bet y Lod Maccabi en la Liga Gimel.
El Hapoel Lod jugó en la primera división entre los años 1960 y 1980, conquistado la Copa de Israel en 1984. El club descendió en 2002, y se dividió. Un nuevo club, el Hapoel Maxim Lod (nombre del exalcalde Maxim Levy) fue creado poco después, pero nuevamente dividido en 2007.

## Ciudades hermanadas
Lod mantiene un hermanamiento de ciudades con:
- Piatra Neamţ, Neamț, Rumania.[50]
- Kraljevo, Serbia.